# Alexis Sabatier
Alexis Sabatier, militar francés que luchó en España durante la Primera Guerra Carlista, 1833-1840.

## Biografía
Pertenecía a una familia legitimista y, falto de padre, su hermano mayor, sacerdote, le envió junto con su hermano Carlos a luchar a favor del Pretendiente Carlos en el bando carlista. Había servido antes en la marina francesa y también en el ejército de Miguel I de Portugal. Se encontró en Burdeos con don Carlos, al que había conocido en Portugal, cuando éste huía de Inglaterra a Navarra, y marchó tras él. 

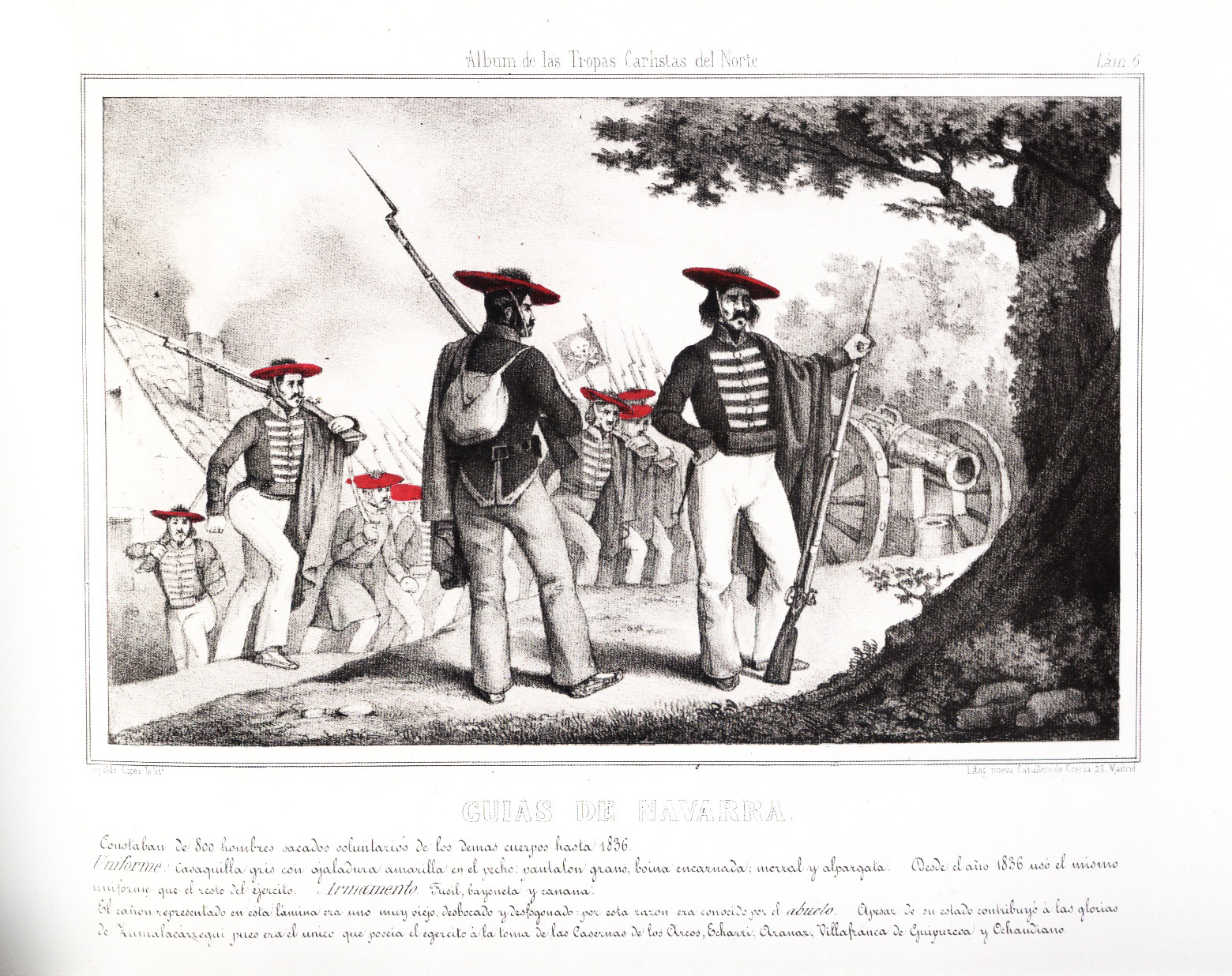
Guías de Navarra. "Albúm de las Tropas Carlistas del Norte".

Causó muy buena impresión a Zumalacárregui que le nombró capitán y le dio el mando de una de las compañías del tercer batallón de Navarra, pasando más tarde a entrar en las filas del batallón de Guías de Navarra. 
Herido en la Batalla de Mendaza, consiguió que su asistente lo trasladara a Francia donde curó sus heridas y escribió su obra Tío Tomás, uno de los primeros escritos que dio a conocer en Europa la figura del caudillo carlista. En mayo de 1835 volvió a engrosar las filas carlistas, participando en 1837 en la Expedición Real, donde fue gravemente herido su hermano en la batalla de Huesca.

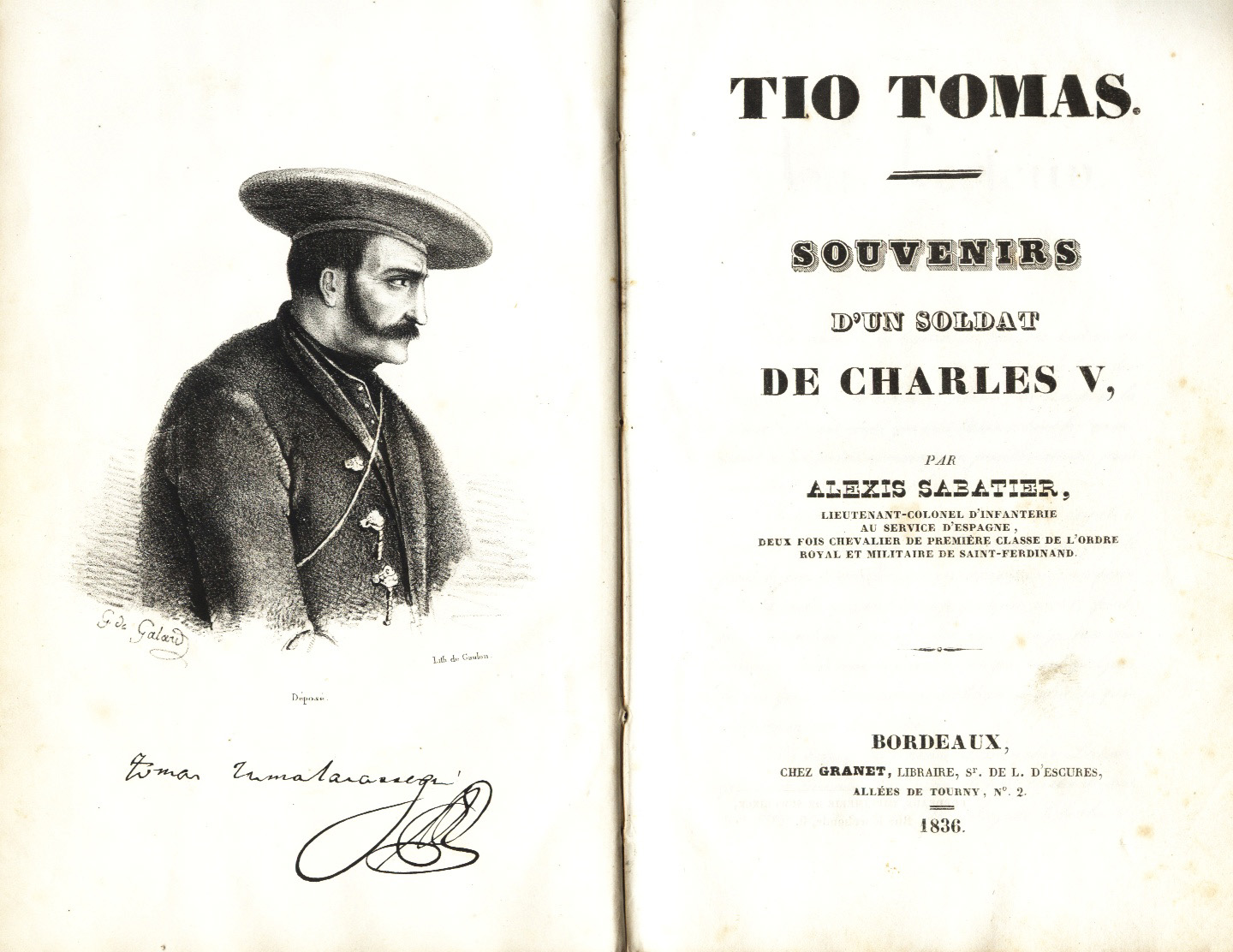
Portada de la obra Tío Tomás de Alexis Sabatier